# Vogeltjes van Kattenburg
Vogeltjes van Kattenburg is een artistiek kunstwerk in Amsterdam-Centrum.
Het kunstwerk is te vinden in de onderdoorgang van de Kattenburgerkruisstraat naar Olifantswerf. Die onderdoorgang maakt deel uit van een betonnen laagbouwflat uit rond 1976 ontworpen door Dick Apon en/of Toon ter Braak die samen een kantoor hadden. Bij een buurtbespreking begin 21e eeuw kwam naar voren dat de buurtbewoners deze onderdoorgang onveilig vonden. In samenwerking met bewoners (die meehielpen in het ontwerp), Rochdale en het Amsterdams Fonds voor de Kunsten werd vervolgens een drieledig kunstwerk geplaatst van het kunstenaarsduo Berkman en Janssens bestaande uit Margot Berkman en Eline Janssens. Het is 25 bij 3 meter groot en werd in 2009 geplaatst. De onderdoorgang werd opgevrolijkt met nieuwe verlichting; een wit hekwerk om rijwielen af te remmen en een betegeling van de wanden. Om te voorkomen dat hangjongeren op het hekwerk zouden gaan zitten, is dat afgewerkt met stalen vogels. 
Het werd in 2011 genomineerd voor de Amsterdamse Straatkunstprijs.

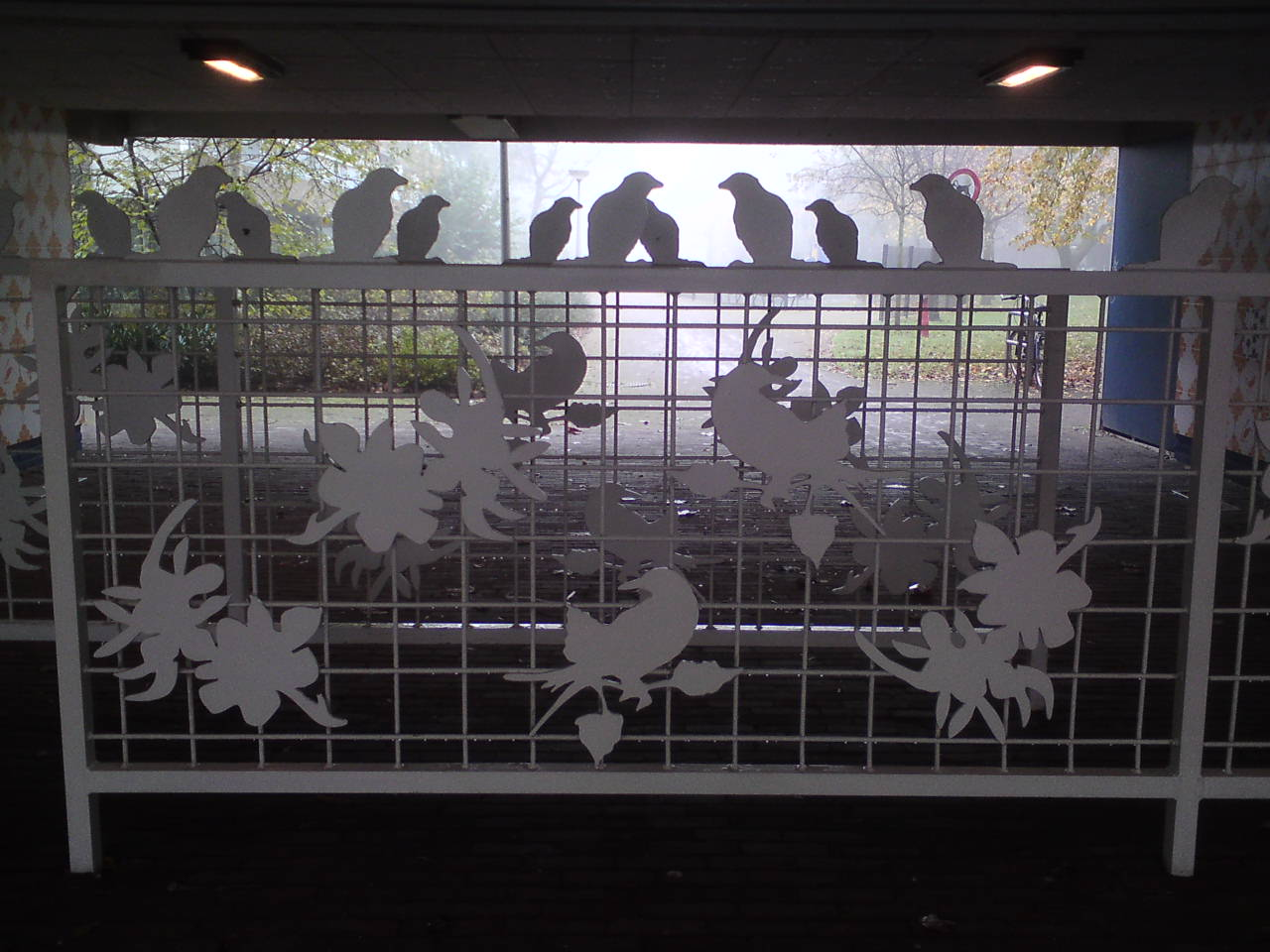
Hekwerk in 2011

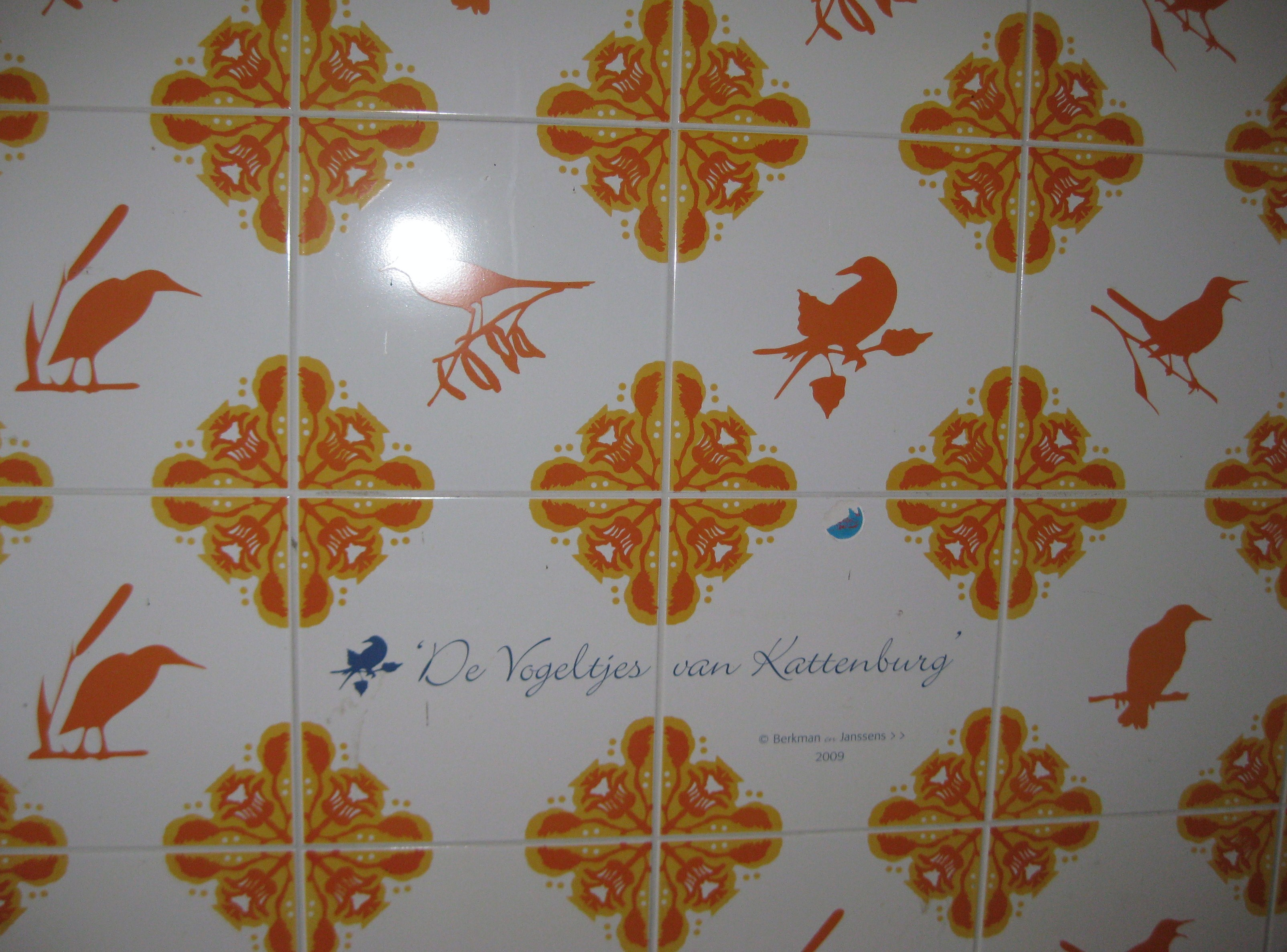
"Handtekening" kunstenaars in 2012